# Parshvanata

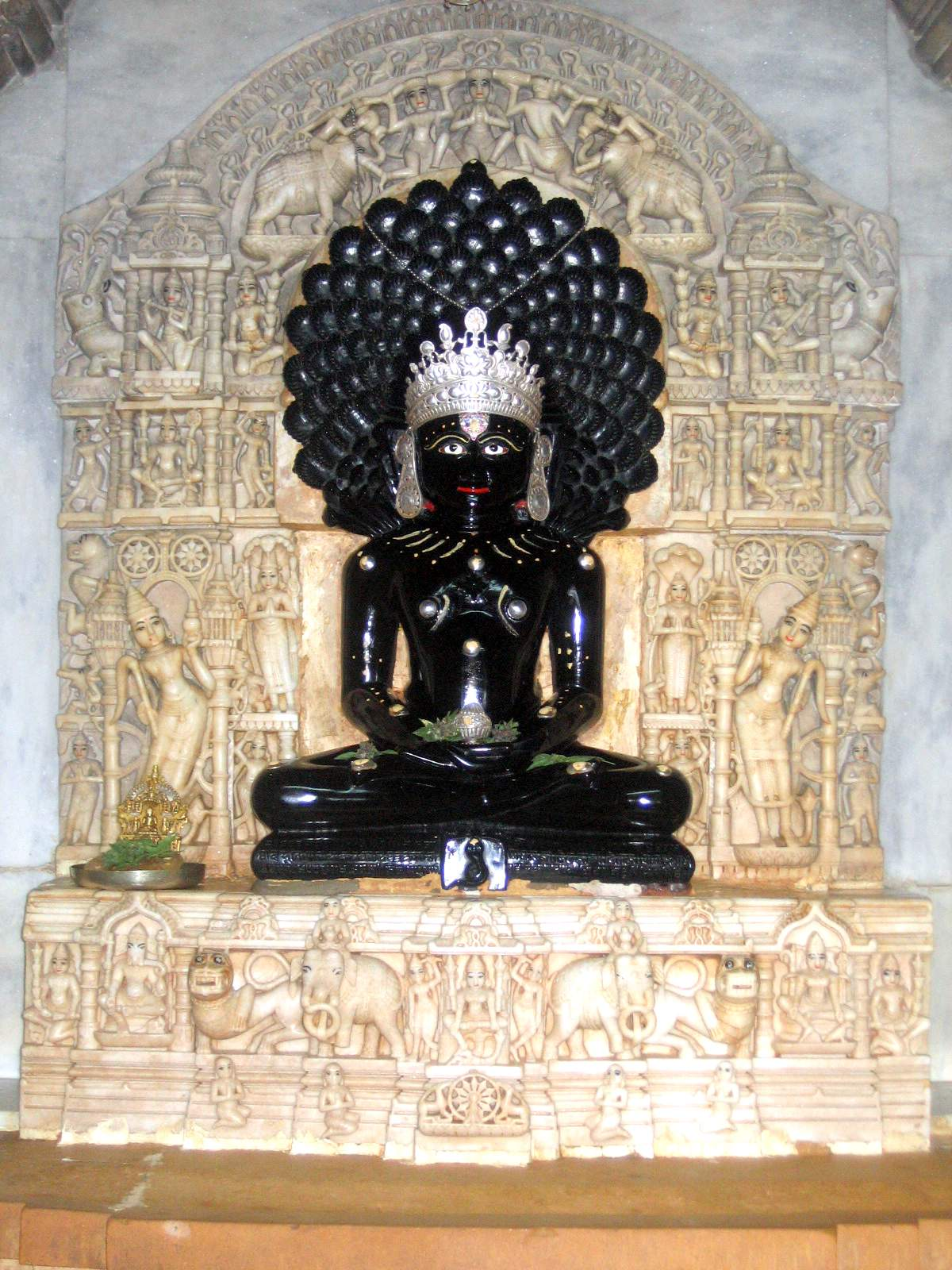
Parshvanata aus Lodhruva bei Jaisalmer, Rajasthan

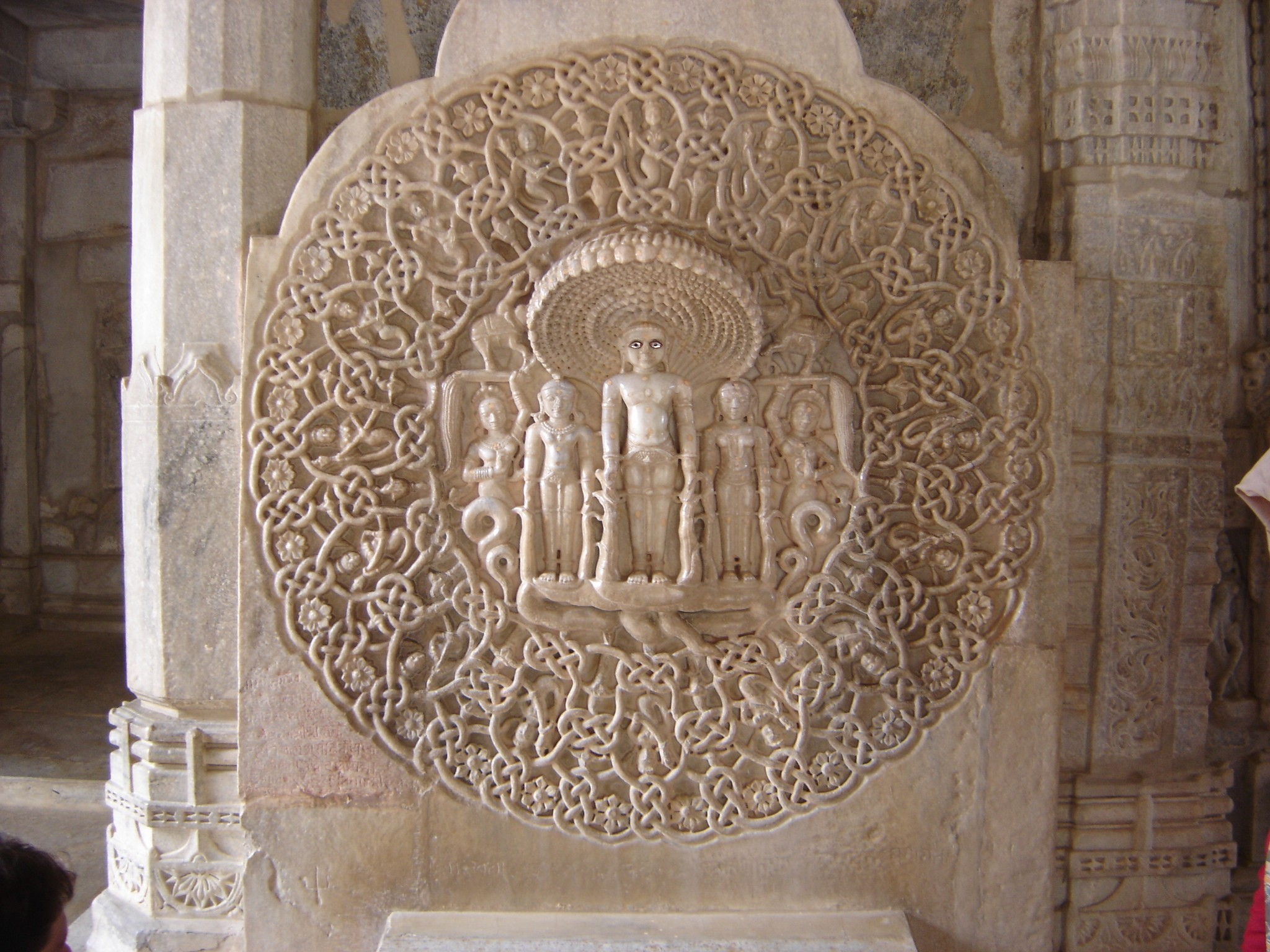
Parshvanata aus Ranakpur, Rajasthan

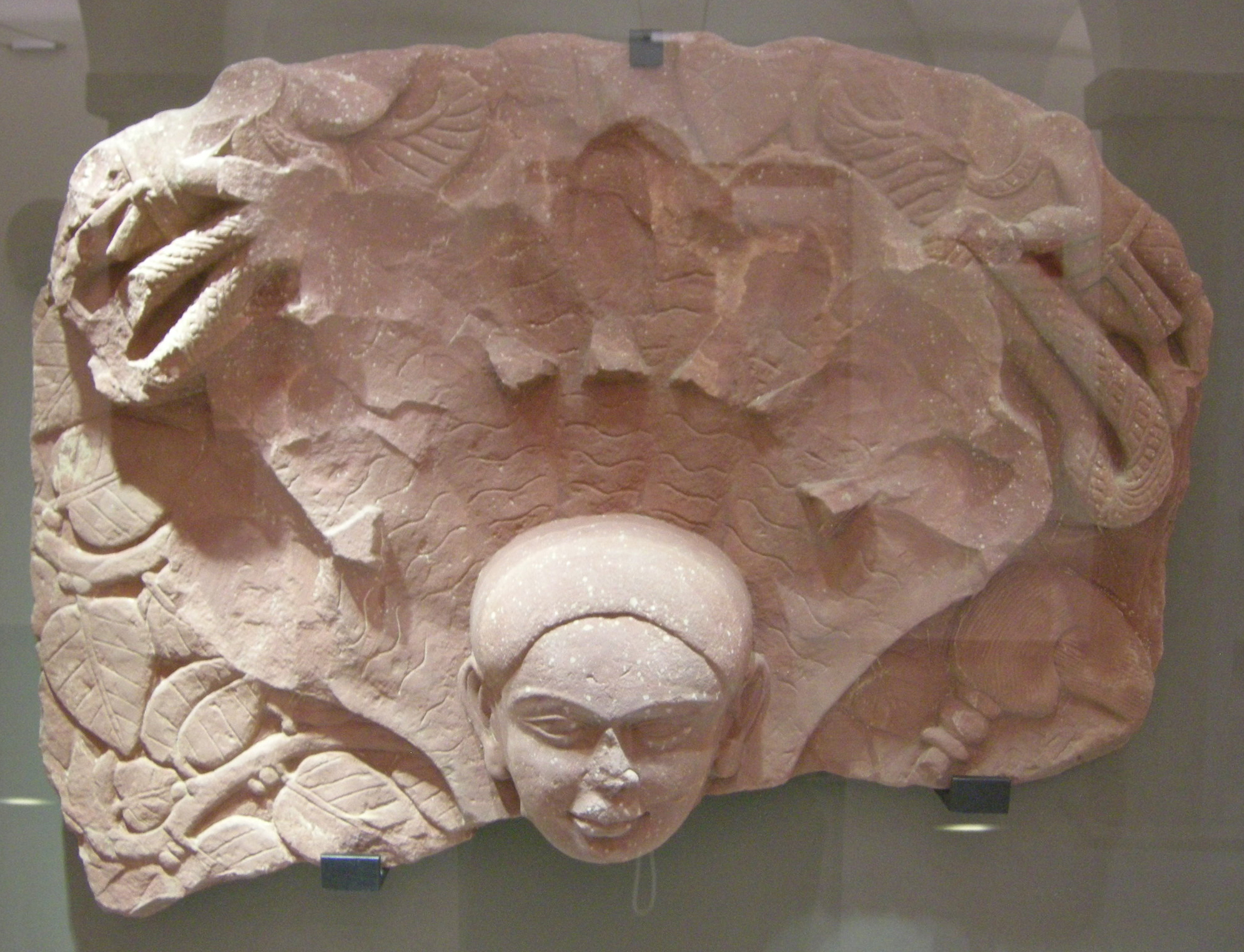
Parshvanatha aus Mathura, Uttar Pradesh, Museo d’Arte Orientale, Turin

Parshvanata (Parshvanatha,  Parshva, Parasnath, Parsnath, Sanskrit पार्श्वनाथः Pārśvanātha; ca. 877–777 v. Chr.) war der Überlieferung zufolge der 23. Tirthankara („Furtbereiter“) und somit der unmittelbare Vorläufer Mahaviras. Er soll vier der fünf Gebote des Jainismus formuliert haben und wird deshalb von vielen als der eigentliche Begründer dieser in Indien beheimateten Religion angesehen.

## Überlieferung
Der legendenhaften Überlieferung zufolge war Parshvanata der Sohn des Königs Aśvasena und der Königin Vāmā von Varanasi, die ihre Abstammung auf die mythische Dynastie der Ikshvaku zurückführten. Bis zum Alter von 30 Jahren führte er das Leben eines Prinzen; doch dann entsagte er der Welt und wurde ein asketisch lebender Einsiedler. Nach einer 84 Tage dauernden Meditation erlangte er das „Absolute Wissen“ oder die „Allwissenheit“ (kevala jnana). Er scharte weitere Schüler (Männer und Frauen) um sich und führte ein asketisches Leben. Im Alter von 100 Jahren erlangte er die Erlösung oder Befreiung aus dem Kreislauf der Wiedergeburten (moksha) und starb auf dem Berg Shikharji, der später den Namen Parasnath erhielt und zu einem wichtigen Pilgerziel wurde.

## Lehre
Vielen Jainas gilt Parshvanata als Formulierer von vier der fünf Grundprinzipien des Jainismus:
- ahimsa (absolute Gewaltlosigkeit gegenüber Mensch und Tier)
- satya (Verzicht auf nicht wahrheitsgemäße Rede)
- asteya (sich nicht an fremdem Eigentum vergreifen)
- aparigraha (nur lebensnotwendige Güter besitzen)

Das fünfte Prinzip brahmacharya (keine unkeuschen Beziehungen eingehen) soll später von Mahavira hinzugefügt worden sein.

## Darstellung
Als Prinz rettete Parshvanata eines Tages eine Schlange (naga) aus einer Falle; diese wurde später als Nagaraja („Schlangenkönig“) wiedergeboren und beschützte ihn vor einem Sturm, den ein Dämon (asura) mit Namen Meghamalin gesandt hatte. Aufgrund dieser Legende wird Parshvanatha immer mit einer „Schlangenhaube“ (oder „Schlangenschirm“) hinter seinem Kopf dargestellt und ist somit unter den Tithankaras leicht zu erkennen. Meist ist er in Meditationshaltung sitzend und mit im Schoß ineinandergelegten Händen abgebildet; seltener sind stehende Figuren.